# 湘乡校园踩踏事件
湘乡校园踩踏事件是指2009年12月7日发生于湖南省湘乡市私立育才中学发生一起校园踩踏事件，官方称造成8人罹难、28人受伤。这是继11月3日常宁西江小学踩踏事件之后，2009年发生于湖南省的第二起重大校园踩踏事故。

## 事故经过
惨剧发生于晚上9时10分左右下晚自习时，位于育才中学教学楼靠近学生宿舍最近的一处楼道1至2楼之间。因学校教学楼楼道狭窄，下晚自习学生人数多，几个调皮的男生将楼梯口堵住，一学生在下楼梯的过程中跌倒，在面积不足5平方米的楼梯间，瞬间堆积了数十学生，由此导致挤压、窒息。

## 傷亡
事故发生后，湘乡市人民医院、二医院和中医院共收治34名受伤学生，其中8人在送往医院途中已经死亡，经尸检系机械性窒息死亡；26人住院治疗。8名罹难学生均系湘乡人，其中7名男学生，1名女学生，年龄均在11岁至14岁之间；初一年级4名，初2年级3人，初3年级1人。

### 家長、醫院、記者都指不止8死
廣州日報獲家長告知有數名搶救失敗的學生，沒獲校方算進最終通報的「8名」死亡數，報道指「多名学生家属在接受采访时表示：死亡人数多于8人。记者昨日调查表明：死亡人数确实『存疑』[...]记者在湘乡市第二人民医院采访了若干名工作人员。一名搬水工告诉记者：『我了解的情况是，死了10个。』」

### 醫院擅自搬屍
新快報報道「学生遗体7日当晚分别存放在该市人民医院和中医院，但8日凌晨被悄悄地转到了别的医院而没有通知家属。8日，罹难学生家长接受记者采访时对此极为不满」，記者形容為「擅自搬屍」。

## 原因
媒体报导事件发生的原因主要有几个:
- 该校1.2米宽的楼道内，没有普通照明灯光。
- 当天下雨，学生赶着下课，集中在离宿舍最近的楼梯离开。
- 学校对学生下课的人流没有疏导指引。

另有媒体指出教育部曾多次发布文件指示在义务教育阶段，学校不得强迫组织学生上晚自习。质疑该校的做法可能违规。

## 责任追究
事发次日，湘乡市作出决定，免除朱清华教育局党委副书记职务，按程序免除其教育局局长职务；育才中学校长叶继志、政教处纪律干事彭和良因涉嫌教育设施重大安全事故罪被刑事拘留。育才学校的银行帐户进行冻结，湘乡市教育局对育才学校的教育教学进行临时接管。

## 媒体反应
事发后有媒体质疑问责速度太快，在实际上还没有将事件调查清楚之前就将教育局长免职，事实上是在推卸教育局的监管失职。

## 善后处理
事故发生后，遇难学生善后工作正在进行，当地政府承诺对事故中死伤学生坚持“城乡一个标准”补偿。保险公司称尽快按最高标准为死伤者家属理赔。湘乡市农村合作医疗机构表示将按当地最高标准对受伤学生进行补偿。目前，湘乡市机关、乡镇干部及企业职工正自发组织捐钱捐物。
- 12月8日：据罹难学生亲属陈志明介绍，当地政府8日开始给出的方案是按年龄算赔偿金额，按照一年1万元赔偿标准遭到强烈反对；之后工作人员提出一次性赔偿20多万元也没有获得家属同意[8]。
- 12月9日：罹难学生家属全部与育才中学签订赔偿协议，遇难学生家属获赔34.9—35万元，赔偿差异出自处理善后的家属人数和误工时间的细微差异[9]。